# 營養酵母
營養酵母（英語：nutritional yeast）指的是作为商品出售的灭活乾酵母，一般属酿酒酵母。營養酵母一般呈黄色，有片状、粒状、粉状等形态，在健康食品店常有售。營養酵母受維根主義者和素食主義者喜爱。本品有鲜味，一般用于烹饪配料或调味料。
營養酵母富含一些种类的维生素B，也含有痕量的其他微量营养素。一些营养酵母会用维生素B12强化，借以防止素食者缺乏。
營養酵母有较浓的香味，类似于坚果或芝士。維根主義者常用本品替代乾酪，可以用在土豆泥、炸薯条、炒豆腐、玉米花上。
營養酵母在澳大利亚称作鲜味酵母片（savoury yeast flakes），在新西兰一般叫做。在中国，这类食品也可以叫做啤酒酵母、即食酵母，甚至还可以压进药片叫干酵母片、食母生片。
虽然“营养酵母”一般指的是商业产品，但也有伙食不佳的战犯通过自养酵母防止营养不良的案例。營養酵母和酵母抽提物不同。后者风味浓重，为棕色膏体。

## 參與資料
1. ↑  Brown, Elizabeth. . Santa Monica Daily Press. 25 April 2009  [7 October 2012]. （原始内容存档于2020-11-17）.
2. ↑  . USDA Branded Food Products Database. United States Department of Agriculture.   [26 September 2018].[]
3. ↑  Stepaniak, Joanne.  10th. Summertown, Tenn.: Book Pub. Co. 2003: 32  [2021-01-31]. ISBN 978-1-57067-151-7. （原始内容存档于2021-11-18）.
4. ↑  Wasserman, Debra.  Revised. Baltimore, Md.: Vegetarian Resource Group. 1997: 29  [2021-01-31]. ISBN 978-0-931411-18-2. （原始内容存档于2021-11-18）.
5. ↑  虽然中国的药品说明书声称此物有助消化，但酵母已死，不可能有这类功能。至于补充维生素倒是有据可循，促进食欲也能拿味道解释。
6. ↑  J G Lee HARUKOE (HARUKU) （页面存档备份，存于）